# Bijzondere overeenkomsten (België)
Bijzondere overeenkomsten, ook wel benoemde overeenkomsten genoemd, zijn die overeenkomsten die een eigen, bijzondere, regeling hebben in het Burgerlijk Wetboek.

## Indeling
In het Belgisch burgerlijk recht kunnen de bijzondere overeenkomsten als volgt worden ingedeeld:

### Overeenkomsten betreffende de overdracht van eigendom
- Koop
- Lijfrente
- Dading

### Overeenkomsten betreffende het genot van eigendom
- Huur
  - Woninghuur
  - Handelshuur
- Lening
  - Bruikleen
  - Verbruikleen

### Dienstenovereenkomsten
- Aanneming van werk
- Bewaargeving
- Lastgeving